# Masahiro Takahashi
Masahiro Takahashi (født 31. maj 1985) er en tidligere japansk fodboldspiller.
Han har spillet for flere forskellige klubber i sin karriere, herunder Mito HollyHock.